# مونتجومري شويلر جونيور
مونتجومري شويلر جونيور (بالإنجليزية: Montgomery Schuyler Jr.)‏ هو مستشرق ودبلوماسي أمريكي، ولد في 2 سبتمبر 1877 في ستامفورد في الولايات المتحدة، وتوفي في 1 نوفمبر 1955 في نيويورك في الولايات المتحدة.